# Сайкс, Ванда
Ва́нда Иве́тт Сайкс (англ. Wanda Yvette Sykes; род. 7 марта 1964) — американская актриса, комик и сценарист. Обладательница премии «Эмми» за сценарий к «Шоу Криса Рока».

## Биография
Сайкс родилась в Портсмуте, Виргиния в семье Гарри Сайкса, полковника в Армии США, и Марион Луизы, банкирши. Выросла в Вашингтоне.
Окончила среднюю школу Арундел в Гамбриллсе, Мэриленд и университет Хемптона, где получила степень бакалавра маркетинга. После окончания колледжа поступила на работу в качестве сотрудника по закупкам в Агентство национальной безопасности, в котором проработала пять лет.

## Карьера
Свою карьеру Ванда начала в 1987 году, выступая перед аудиторией в «Coors Light Super Talent Showcase» в Вашингтоне. В 1992 году она переезжает в Нью-Йорк. Её первая большая работа была в «Камеди клубе Каролины» вместе с Крисом Роком. В 1997 году присоединилась к группе авторов «Шоу Криса Рока», а также сама неоднократно выступала на шоу. Авторский коллектив четыре раза был номинирован на премию «Эмми».
В 2003 году Сайкс снялась в небольшой роли в ситкоме «Ванда по особому». Также снималась в таких телевизионных проектах как «Новые приключения старой Кристин» и «Умерь свой энтузиазм». В 2004 году журнал Entertainment Weekly назвал её одной из 25 смешных людей в Америке. В 2006 году она стала приглашённой звездой в эпизоде сериала «Уилл и Грейс». В этом же году озвучила Стеллу в мультфильме «Лесная братва», Бесси в «Рогах и копытах» и Инноко в «Братце медвежонке 2», и снялась в фильмах «Моя супер-бывшая» и «Эван Всемогущий». В октябре того же года на канале HBO было показано первое стенд-ап выступление Ванды под названием Wanda Sykes: Sick & Tired, номинировавшиеся на премию «Эмми».

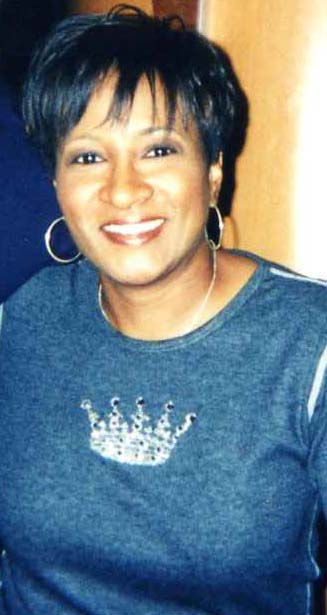
Ванда Сайкс в сентябре 2004 года

В октябре 2008 года Сайкс появилась в рекламной кампании «Подумайте, прежде чем говорить», направленной на пресечение гомофобии в молодёжных сообществах. В марте 2009 года было объявлено, что запускается субботнее «Шоу Ванды Сайкс», премьера которого состоялась 7 ноября 2009 года. В апреле 2009 года журнал «Out» внёс её в ежегодный список «50 влиятельных людей».
Премьера второго стендап выступления «Wanda Sykes: I’ma Be» также состоялась на телеканале НВО в октябре 2009 года.
В кино Сайкс известна по ролям «Если свекровь — монстр», «Моя супер-бывшая», «Эван Всемогущий». С 2010 по 2020 год актрису можно было увидеть в двулогии «Очень плохие мамочки» и ряде сериалов, включая шоу «Удивительная миссис Мейзел» и «Другие двое». В 2021 году вышла комедия Тейта Тейлора «Дать дуба в округе Юба» при участии актрисы, в фильме также сыграли Эллисон Дженни и Мила Кунис.

## Личная жизнь

### Семья
В 1991—1998 годах Сайкс была замужем за продюсером Дэйвом Холлом.
В ноябре 2008 года Сайкс совершила каминг-аут, заявив, что является лесбиянкой. Это произошло на митинге в Лас-Вегасе, где митингующие проголосовали за конституционную поправку, запрещающую однополые браки в Калифорнии. Месяцем раньше Сайкс женилась на своей партнёрше Алекс, с которой она познакомилась в 2006 году. В 2009 пара завела двух детей.

### Здоровье
19 сентября 2011 года на «Шоу Эллен Дедженерес» Ванда призналась, что у неё была диагностирована протоковая карцинома — неинвазивный тип рака молочной железы. Сайкс была назначена двусторонняя мастэктомия — удаление обеих грудей.

## Избранная фильмография
| Год       |    | Русское название                            | Оригинальное название               | Роль              |
| --------- | -- | ------------------------------------------- | ----------------------------------- | ----------------- |
| 2000      | ф  | Чокнутый профессор 2: Семья Клампов         | Nutty Professor II: The Klumps      | Шанталь           |
| 2001—2011 | с  | Умерь свой энтузиазм                        | Curb Your Enthusiasm                | в роли самой себя |
| 2005      | ф  | Если свекровь — монстр                      | Monster-in-Law                      | Руби              |
| 2006      | с  | Уилл и Грейс                                | Will & Grace                        | Крикет            |
| 2006      | мф | Лесная братва                               | Over the Hedge                      | Стелла            |
| 2006      | ф  | Клерки 2                                    | Clerks II                           | жена              |
| 2006      | ф  | Моя супер-бывшая                            | My Super Ex-Girlfriend              | Карла Данкерк     |
| 2006      | мф | Рога и копыта                               | Barnyard                            | Бесси             |
| 2006      | мф | Братец медвежонок 2                         | Brother Bear 2                      | Инноко            |
| 2006—2010 | с  | Новые приключения старой Кристин            | The New Adventures of Old Christine | Барб Баран        |
| 2007      | ф  | Эван Всемогущий                             | Evan Almighty                       | Рита              |
| 2007      | ф  | Лицензия на брак                            | License to Wed                      | медсестра Борман  |
| 2007—2011 | мс | Рога и копыта. Возвращение                  | Back at the Barnyard                | Бесси             |
| 2011      | мф | Рио                                         | Rio                                 | Хлоя              |
| 2011      | с  | До смерти красива                           | Drop Dead Diva                      | судья Ивонн Райт  |
| 2012      | мс | Футурама                                    | Futurama                            | Бев               |
| 2012      | мф | Ледниковый период 4: Континентальный дрейф  | Ice Age 4: Continental Drift        | Бабуля            |
| 2013      | мс | Симпсоны                                    | The Simpsons                        | школьный терапевт |
| 2015—2020 | с  | Черноватый                                  | Black-ish                           | Дафни Лидо        |
| 2016      | мф | Плохой кот Шерафеттин                       | Kötü Kedi Şerafettin                | Хасен             |
| 2016      | мс | Закусочная Боба                             | Bob’s Burgers                       | Софа Куинн        |
| 2016      | мс | Звери                                       | Animals.                            | Ченс              |
| 2016      | с  | Обитель лжи                                 | House of Lies                       | Рита              |
| 2016      | мф | Ледниковый период 5: Столкновение неизбежно | Ice Age 5: Collision Course         | Бабуля            |
| 2016      | ф  | Очень плохие мамочки                        | Bad Moms                            | доктор Карл       |
| 2017      | ф  | Дочь и мать её                              | Snatched                            | Рут               |
| 2017      | с  | Брод Сити                                   | Broad City                          | Дара              |
| 2017      | ф  | Очень плохие мамочки 2                      | A Bad Moms Christmas                | доктор Карл       |
| 2017—2021 | мс | Удивительная Ви                             | Vampirina                           | Грегория          |
| 2018      | мс | Конь БоДжек                                 | BoJack Horseman                     | Марти-Бет         |
| 2019      | мс | Скуби-Ду и угадай кто?                      | Scooby-Doo and Guess Who?           | в роли самой себя |
| 2019      | мс | Остров летнего лагеря                       | Summer Camp Island                  | Этель             |
| 2019      | с  | Удивительная миссис Мейзел                  | The Marvelous Mrs. Maisel           | мамаша Мейбли     |
| 2019—2020 | мс | Харли Квинн                                 | Harley Quinn                        | Королева сказок   |
| 2021      | ф  | Дать дуба в округе Юба                      | Breaking News in Yuba County        | Рита              |

## Награды
Сайкс трижды была номинирована на премию «Эмми», которую получила в 1999 году в номинации «Лучший сценарий варьете или музыкальной комедии». В 2001 году она получила американскую комедийную премию в номинации «Выдающаяся женщина-комик». За работу над собственным шоу три раза получала премию «Эмми»: в 2002, 2004 и 2005 годах. В 2010 году она получила премию «GLAAD» за содействие в уравнении прав геев и лесбиянок.